# 麦金莱国家纪念堂
麦金莱国家纪念堂（英語：McKinley National Memorial）位于美国俄亥俄州坎顿，是第25任美国总统威廉·麦金莱（从1897年到1901年遇刺）的最后安息地。坎顿是麦金莱生命中的重要地点：他住在这里，从事律师工作，从这里开始进行他的政治运动。

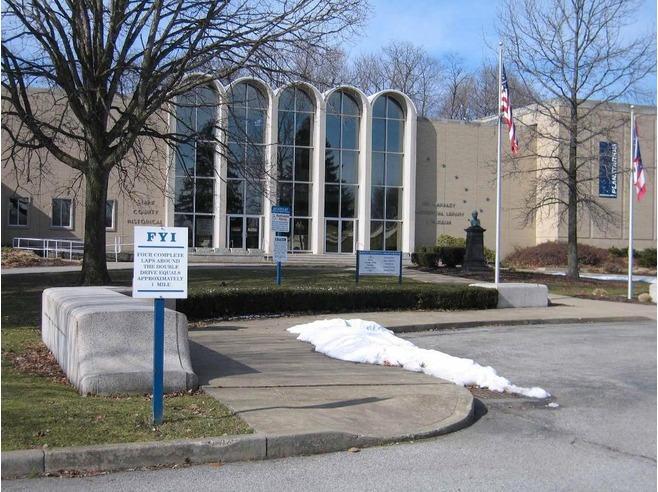
威廉·麦金莱总统图书馆暨博物馆